# 算術幾何数列
数学における算術幾何数列（さんじゅつきかすうれつ、仏: suite arithmético-géométrique; 英: arithmetico–geometric sequence）は、一次の漸化式を満足する数列で、算術数列および幾何数列をともに一般化する。

## 定義
ここでは任意の可換体 K をひとつ固定する（例えば実数体 ℝ や複素数体 ℂ）。K に値をとる数列 {\displaystyle (u_{n})_{n\in \mathbb {N} }} が算術幾何数列であるとは、K の適当な元 a, b が存在して、その数列が以下の漸化式 {\displaystyle u_{n+1}=au_{n}+b\quad (\forall n\in \mathbb {N} )} を満足するときに言う。
注意
途中の番号から始まる列 (un)n≥n0 は、vp = un0+p と置くことにより、常に (vp)p∈ℕ なる形に書き直せる。そのような列 (un) が n ≥ n0 において上記の漸化式を満たすことと、(vp)p∈ℕ が算術幾何的であることとは同値になる。

## 性質
- 算術幾何数列は二階線型回帰数列で、斉次線型漸化式 {\textstyle u_{n+1}=(a+1)u_{n}-au_{n-1}} の解として与えられる。
- 算術幾何数列の「公差」b は以下の式で与えられる: {\displaystyle b={\frac {u_{n}^{2}-u_{n-1}u_{n+1}}{u_{n}-u_{n-1}}}.}
- 算術幾何数列の階差数列 {\textstyle w_{n}=u_{n+1}-u_{n}} は、公比 a の幾何数列である。
- 算術幾何数列の部分和の列 Sn は三階の線型回帰数列で {\displaystyle S_{n+1}=(a+2)S_{n}-(2a+1)S_{n-1}+aS_{n-2}} を満足する。
- 部分和の列が算術幾何数列を成すような数列は、それ自身が幾何数列を成す。

## 一般項

### a= 1の場合
a = 1 のとき、漸化式は、 
{\displaystyle u_{n+1}=u_{n}+b\quad (\forall n\in \mathbb {N} )}
となり、これは算術数列の漸化式であるから、一般項は
{\displaystyle u_{n}=u_{0}+nb\quad (\forall n\in \mathbb {N} )}
となる。

### a≠ 1の場合
{\textstyle r={\frac {b}{1-a}}} と置けば、一般項は {\displaystyle u_{n}=a^{n}(u_{0}-r)+r\quad (\forall n\in \mathbb {N} )} で与えられる（a = n = 0 のときは 00 = 1 と約束する）。
定義節の注意に従えば、より一般に: {\displaystyle u_{n}=a^{n-n_{0}}(u_{n_{0}}-r)+r\quad (\forall n_{0}\in \mathbb {N} ,\,\forall n\geq n_{0})} と書ける。

## 部分和
a ≠ 1 で、常に r = b/(1 – a) と書くことにすれば、最初の n 項（第 0-項から第 (n − 1)-項まで）の和は{\displaystyle S_{n}=\sum _{k=0}^{n-1}u_{k}=(u_{0}-r){\dfrac {1-a^{n}}{1-a}}+nr}で与えられる。
これを用いて、連続する項の和も計算できる。上と同じ仮定の下 n > p として {\displaystyle \sum _{k=p}^{n-1}u_{k}=S_{n}-S_{p}=(u_{0}-r){\dfrac {a^{p}-a^{n}}{1-a}}+(n-p)r} となる。

## 収束性
一般項および幾何数列の収束条件から、算術幾何数列の極限も a の値（必要ならば u0 – r の符号も）によって決定することができる（a ≠ 1 のとき r = b/(1 – a) と置いたことに注意）。
|a| < 1 のときは、数列の極限は初期値が何であろうと r である。つまり、この場合の収束性は、完全に初期条件に無関係である。このような特徴は（ロジスティック列のような）非線型漸化式が極めて初期条件に鋭敏であることと対照である。マルコフ鎖において、これは鎖が安定鎖に収束することを示す。

## 応用
算術幾何数列は、ある種の人口変動（変動率が一定）のモデリングとして現れる。例えば、常に 10 の流入と 5% の流出があることを {\textstyle u_{n+1}=u_{n}+10-{\frac {5}{100}}\times u_{n}} と書ける。
算術幾何数列は返済計画にも現れる。資本 C を月率 t で借りて月額 M で分割払いする返済計画を考えると、n か月後に残った借金 Rn の成す数列 (Rn) は漸化式 {\textstyle R_{n+1}=(1+t)R_{n}-M} を満たし、算術幾何数列を成す。
算術幾何数列は二状態マルコフ鎖にも現れる。推移確率行列 を {\displaystyle {\begin{pmatrix}a&1-a\\1-b&b\end{pmatrix}}} とすると、関係式 {\displaystyle (p_{n+1},q_{n+1})=(p_{n},q_{n}){\begin{pmatrix}a&1-a\\1-b&b\end{pmatrix}}} から {\textstyle p_{n+1}=ap_{n}+(1-b)q_{n}} が得られ、一方 {\textstyle q_{n}=1-p_{n}} であったから、代入して {\displaystyle p_{n+1}=(a+b-1)p_{n}+1-b} を得る。

## 注